# Parti de la bougie
Le Parti de la bougie (PB) est un parti politique cambodgien, membre observateur de l'Internationale libérale, fondé en 1995 sous le nom de Parti national khmer. Il est renommé Parti Sam Rainsy (PSR) en 1998, avant de prendre son nom actuel en 2018,.

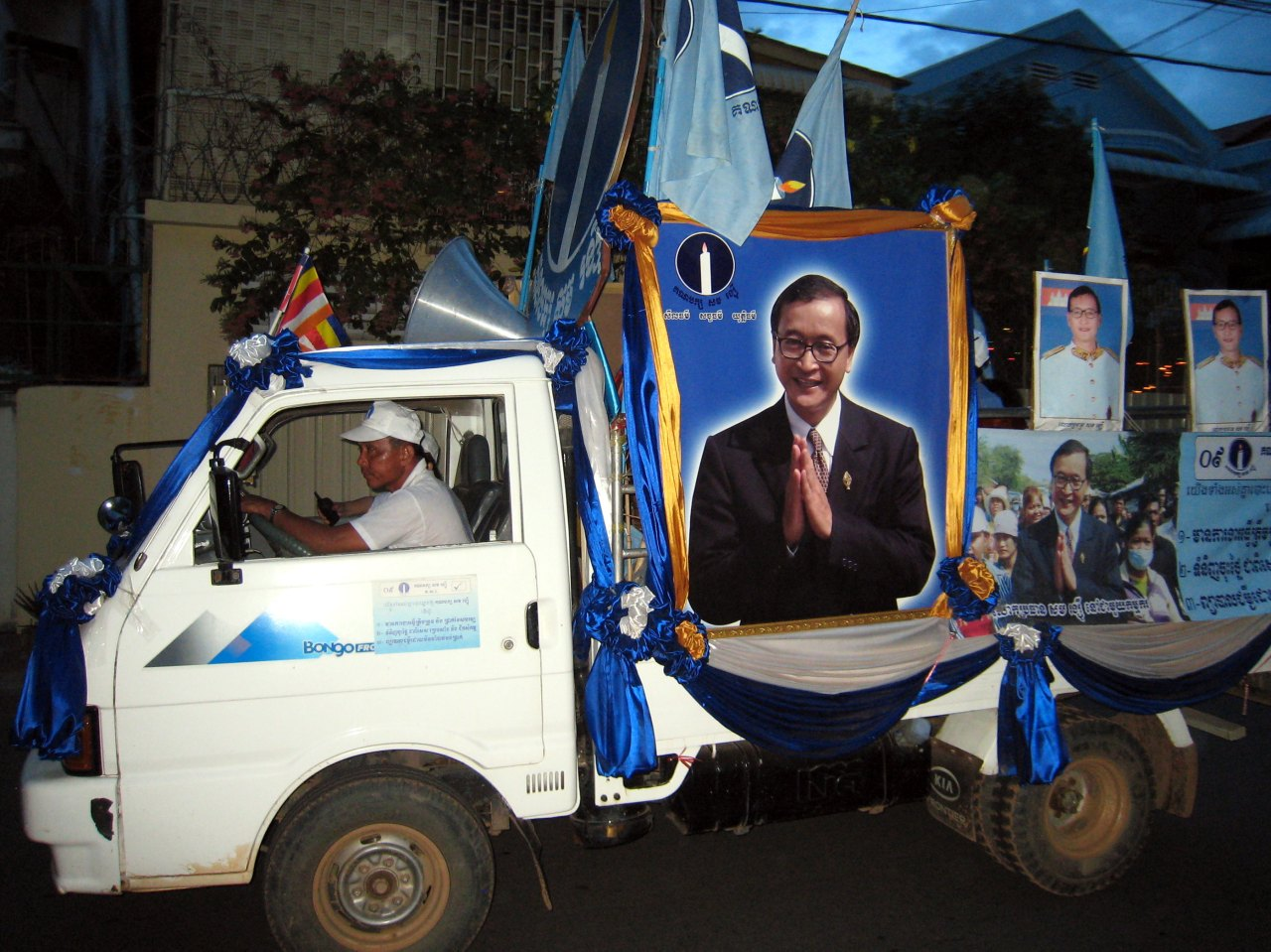
Véhicule en campagne pour le Parti de Sam Rainsy, à l'occasion des élections parlementaires de 2008.

## Histoire

### Fondation
Fondé en 1995 sous le nom de Parti national khmer, il prend le nom de Parti (de) Sam Rainsy trois ans plus tard en référence à son dirigeant Sam Rainsy. La même année, il remporte 15 sièges lors des élections législatives. Lors des scrutins de 2003 et 2008, le parti s'affirme comme la seconde formation politique du royaume, au détriment du FUNCINPEC. Il prend son nom actuel de Parti de la bougie en 2018.

## Élus
Depuis les élections communales du 1er avril 2007, le parti dispose de 2 660 conseillers communaux sur les 11 353 que compte le pays.
À la suite les élections législatives de 2008, le parti détient 26 des 123 sièges de l'Assemblée nationale. Au Sénat, il détient 11 sièges sur 57 depuis les élections du 29 janvier 2012.
Les élections municipales de 2022 font office de test électoral avant les législatives de 2023, et voient la victoire écrasante du parti populaire cambodgien. Le Parti de la bougie se voit refuser son enregistrement par le Comité électoral national le 15 mai 2023, qui prétexte le manque de plusieurs documents requis et disqualifie ainsi le parti pour les législatives.

### Coalitions avec le Parti des droits de l'Homme
En janvier 2009, le parti forme une alliance avec le parti des droits de l'homme de Kem Sokha, au sein du Mouvement démocratique pour le changement (MDPC) renommé, avant les élections de 2013 le parti du sauvetage national du Cambodge. Cette union des deux principaux partis permet pour la première fois de défier la majorité du premier ministre en place.
Dans le courant de l'automne 2017, le parti de coalition du PSNC est démantelé par la Cour suprême du pays.
En octobre 2023, à l'occasion de l'anniversaire des Accords de paix de Paris sur le pays, le parti forme l'Alliance pour l'Avenir, en commun accord avec le Parti de la Volonté khmère, le Parti démocrate de proximité et le Parti réformateur cambodgien. Cette alliance quadripartite vise à soutenir les candidatures d'opposition en vue des prochaines échéances électorales. En juillet 2024, Le président du Parti des chandelles, Teav Vannol, est condamné à une amende de 6 milliards de riels (environ 1,5 million de dollars) pour « diffamation » du gouvernement cambodgien auprès des médias étrangers.

## Président
- 1995-2012 : Sam Rainsy
- 2012-2015 : Kong Korm
- Depuis 2015 : Teav Vannol

## Résultats électoraux

### Élections législatives
| Année | Votes     | Votes | Députés  | Rang                 |
| Année | Voix      | %     | Députés  | Rang                 |
| ----- | --------- | ----- | -------- | -------------------- |
| 1998  | 699 653   | 13,54 | 15 / 122 | 3e                   |
| 2003  | 1 130 423 | 21,87 | 24 / 123 | 3e                   |
| 2008  | 1 316 714 | 21,91 | 26 / 123 | 2e                   |
| 2013a | 2 295 022 | 44,34 | 55 / 123 | 2e                   |
| 2018  | n.d.      | n.d.  | 0 / 125  | absent au scrutin    |
| 2023  | n.d.      | n.d.  | 0 / 125  | absent au scrutin[6] |

a Au sein du PSNC.

### Élections sénatoriales
| Année | Voix  | %     | Sénateurs | Rang              |
| ----- | ----- | ----- | --------- | ----------------- |
| 2006  | 1 165 | 11,26 | 2 / 61    | 3e                |
| 2012  | 2 503 | 21,99 | 11 / 61   | 2e                |
| 2018  | n.d.  | n.d.  | 0 / 62    | absent au scrutin |
| 2024  | n.d.  | n.d.  | 0 / 62    | absent au scrutin |

### Élections municipales et communales
| Élection | Voix      | %     | Maires   | Conseillers  | Rang |
| -------- | --------- | ----- | -------- | ------------ | ---- |
| 2022     | 1 610 556 | 22,25 | 4 / 1652 | 2198 / 11622 | 2e   |